# Gintautas Kėvišas

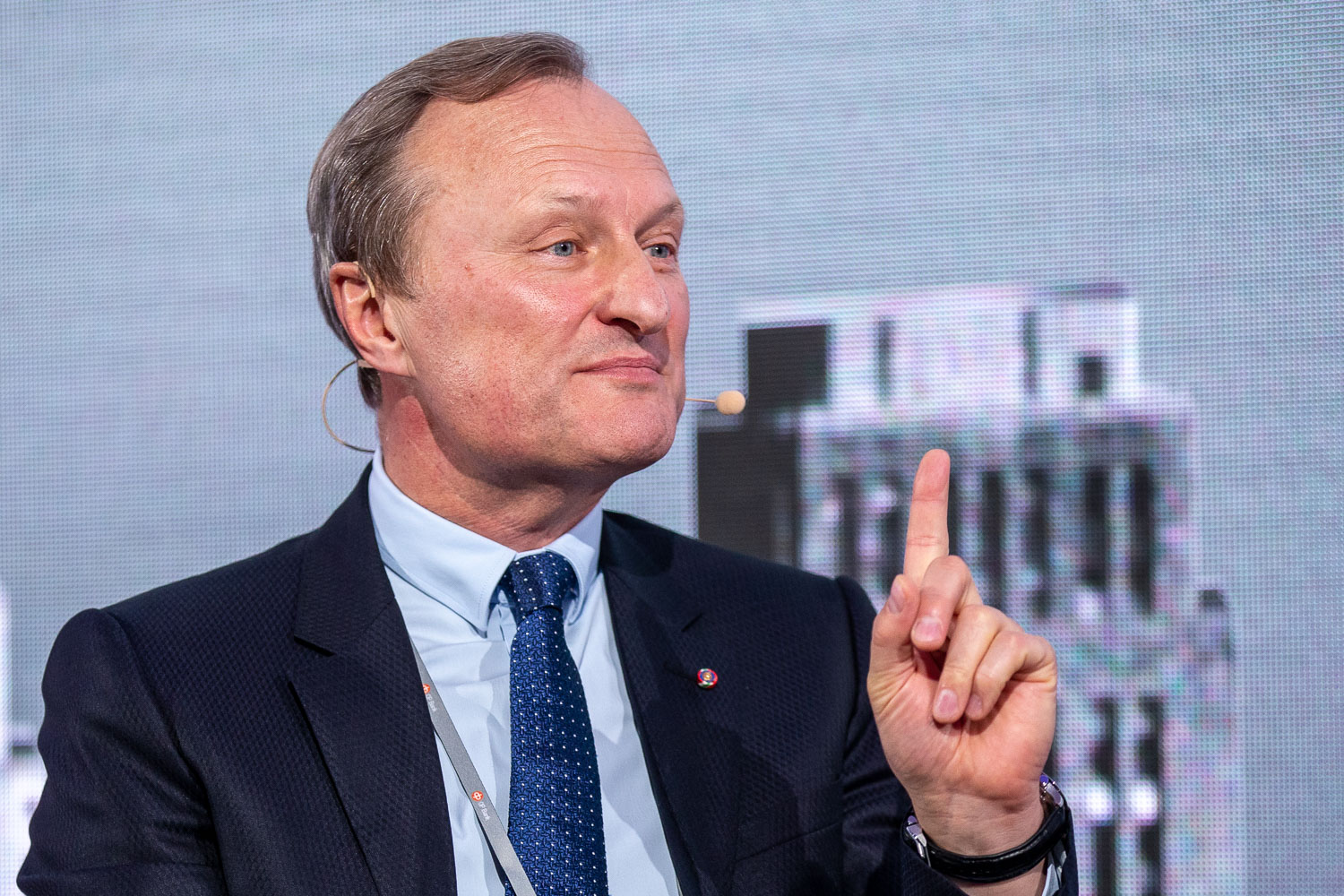
Gintautas Kėvišas (2019)

Gintautas Kėvišas (* 13. November 1954 in Kaunas, Litauische Sozialistische Sowjetrepublik) ist ein litauischer Pianist, Kulturmanager und liberaler Politiker.

## Leben
1978 absolvierte er die Litauische Musik- und Theaterakademie und 1982 die Aspirantur am Konservatorium Moskau.
Er war Generaldirektor der Litauische Nationalphilharmonie und von 2000 bis 2001 Kulturminister Litauens.
Von 2003 bis 2007 und von 2007 bis 2011 war er Mitglied im Rat der Stadtgemeinde Vilnius. Bis Juni 2017 leitete er das Litauische Nationaltheater für Oper und Ballett. Die Kultusministerin entließ ihn, weil er systematisch private und öffentliche Interessen vermengt haben soll. Die für diese Entscheidung vorausgegangene und auf Ermittlungen basierte Empfehlung hob das oberste Verwaltungsgericht Litauens auf, da Kėvišas nicht wie in einem ordnungsgemäßen Verfahren angehört wurde.
Ab 1999 war er Mitglied der Partei Lietuvos liberalų sąjunga und danach der Liberalų ir centro sąjunga.